# Eder López Carreras
Eder Paul López Carrera (Baja California Sur, México, 7 de enero de 1993) es un futbolista Mexicano que juega como Mediocampista en el Bursaspor

## Clubes
| Club                 | País   | Año       |
| -------------------- | ------ | --------- |
| CF Pachuca           | México | 2012      |
| Östersunds FK        | Suecia | 2013-2014 |
| Tlaxcala FC          | México | 2014-2017 |
| Mineros de Zacatecas | México | 2017      |
| Tlaxcala FC          | México | 2014-2017 |
| Tlaxcala FC          | México | 2018-2020 |
| Tlaxcala FC          | México | 2021      |